# Фридлиб Рунге
Фридлиб Фердинанд Рунге (на немски: Friedlieb Ferdinand Runge) е германски химик и природоизпитател.

## Биография
Роден е на 8 февруари 1794 година в Хамбург-Билвердер, Германия, като трето дете на пастора Йохан Герхард Рунге. От 1810 до 1816 г. Рунге е чирак на аптекар в Любек, следва от 1816 до 1822 г. в Берлинския университет, в Гьотинген и Йена, първо медицина, после в университета в Йена химия. През 1819 г. получава докторска титла по медицина, а през 1822 г. става доктор по философия в Берлин. От 1826 г. става частен преподавател, а през 1828 г. – професор по химия във Бреслау (Вроцлав). По своето време той вече е известен сред общността. Рунге изолира и характеризира много субстанции от каменовъглен катран, най-важната от които е анилинът. Субстанцията става основа и на фирмата BASF.
Други важни вещества, които той описва, са: фенол, тимол, пирол, хинолин и алкалоидите атропин и кофеин (по препоръка на Йохан Волфганг фон Гьоте).
Умира на 25 март 1867 година в Ораниенбург, Германия.

## Творби
- Der Bildungstrieb der Stoffe: veranschaulicht in selbstständig gewachsenen Bildern, 1855